# Centre Régional de Navigation Aérienne Est (CRNA Est)
Le CRNA Est (Centre en route de la navigation aérienne) est situé 2 Rue Alberto Santos Dumont à Reims. 
Le centre emploie près de 520 employés dont 360 sont des contrôleurs aériens.

## Histoire
En 1983, création du  Centre Régional de Navigation Aérienne Est (CRNA Est) à Reims.
Il  est né d'un transfert d'une partie des activités de son homologue d'Athis Mons.
Le bâtiment du Centre Régional de Navigation Aérienne Est est l’œuvre des architectes Jacques Bléhaut, Henri Dumont et Jean-Loup Roubert.
En 2013, le CRNA Est accueille le Centre militaire de coordination et de contrôle qui était basé jusque-là en Alsace.
Son territoire a également été étendu par la reprise d’une portion d'espace aérien qui dépendait auparavant du centre d'Athis-Mons.

## Organisation
Le CRNA gère depuis Reims, l'espace aérien supérieur des Hauts-de-France, du Grand-Est, d'une partie de l'Ile-de-France et de Bourgogne-Franche-Comté. Il fait partie des cinq CRNA français. 2800 vols par 24 heures traversent le ciel qui survole le CRNA Est.

## Fonctionnement
Le CRNA Est fonctionne 24/24h, chaque jour de l'année. La sécurité des vols est assurée en créant des bulles de séparation fixée pour chaque avion à 5 nautiques en distance latérale  (ou 8 km de rayon autour de l’avion) et 1 000 pieds en vertical (ou 300 m de hauteur).
Les contrôleurs aériens travaillent en binôme, si l’un des deux est appelé le « Radariste » et l’autre l’Organique », ils possèdent tous les deux la même qualification et peuvent donc interchanger leur rôle.  Le rôle du radariste est essentiellement de surveiller le trafic aérien sur son écran radar dans le but d’assurer un espacement minimum de sécurité  (séparation) entre les vols qui traversent son secteur de contrôle, et de fournir toute assistance que pourrait demander un pilote. Le rôle de l’organique est de préparer le travail du radariste par un travail d’analyse globale de l’environnement et de coordination avec les différents acteurs de la sécurité aérienne.